# بيت الأرواح (فلم)
بيت الأرواح (بالإنجليزية: The House of the Spirits) فيلم دراما للمخرج بيل أوغست عام 1993 يستند على رواية الكاتبة التشيلية إيزابيل أليندي عام 1982 التي تحمل نفس العنوان. الفيلم من بطولة ميريل ستريب، جلين كلوز، جيريمي آيرونز، وينونا رايدر، أنطونيو بانديراس وفانيسا ريدغريف، يستعرض الفيلم ثلاثة أجيال من نساء عائلة تشيلية خلال فترة الحكم العسكري الديكتاتوري للبلاد.
على الرغم من أن الفيلم حصل على العديد من الجوائز في أوروبا، بما في ذلك جائزة "لولا" لأفضل فيلم من أكاديمية السينما الألمانية وجائزة "روبرت" من الأكاديمية الدنماركية للسينما، إلا أنه فشل في أمريكا نقديًا وتجاريًا.
صدر الفيلم إلى دور العرض الأمريكية في أول أبريل 1994.
منح موقع قاعدة بيانات الأفلام على الإنترنت (IMDB) الفيلم درجة 6.9/ 10.

## طاقم التمثيل
ميريل ستريب: في دور كلارا ديل فالي تروبا
جلين كلوز: في دور فيريولا تريابا
جيريمي آيرونز: في دور إستيبان تريبا
وينونا رايدر: في دور بلانكا تروبا
أنطونيو بانديراس: في دور بيدرو تيرسيرو
ماريا كونشيتا ألونسو: في دور ترانزيتو
فنسنت جالو: في دور إستيبان جارسيا
جان نيكلاس: في دور الكونت جان دي ساتيني
خواكين مارتينيز: في دور سيجاندو
ساريتا تشودري: في دور بانشا جارسيا
تيري بولو: في دور روزا ديل فالي
ميريام كولون: في دور نانا
أرمين مولر ستال: في دور سيفيرو ديل فالي
فانيسا ريدغريف: في دور نيفيا ديل فالي
جريس جومر: في دور كلارا الصغيرة
هانا تايلور جوردون: في دور شاب أبيض
جوش ماجواير: في دور بيدرو الصغير
ساشا هاناو: في دور ألبا 

## أحداث الفيلم
تبدأ الأحداث في أمريكا الجنوبية عام 1926، عندما وقع الشاب المتواضع إستيبان (جيريمي آيرونز) في حب ابنة الرجل الثري، روزا ديل فالي (تيري بولو). يأخذ إستيبان على نفسه عهداً بأن يصبح ثريًا بما يكفي ليتزوج روزا، ويقضي شهورًا من الكدح في حقول الذهب لكسب ما يكفي من المال لتحقيق حلمه. قبل أن يحقق إستيبان حلمه ويتزوج روزا، تقُتل روزا بالسم الذي أعد لوالدها للتخلص منه. ينتقل إستيبان إلى تريز مارياز، بعد المأساة، وهي مزرعة مهجورة، ويقضي 20 عامًا من حياته في تحويل المزرعة إلى ملكية مزدهرة، مستغلًا عمالة الفقراء الذين يعيشون على العمل في فلاحة الأرض. عندما عاد إستيبان إلى المدينة، صادف شقيقة روزا الصغرى كلارا (ميريل ستريب)، وقد أصبحت امرأة تتمتع بقدرات خارقة. كانت كلارا قبل سنوات قد قضت وقتاً طويلاً في صمت، ولكن عند وصول إستيبان بدأت تتحدث لأول مرة وقالت لإستيبان: "لقد أتيت لتعرض علي الزواج". تزوج إستيبان وكلارا، وأعادها إلى المزرعة، حيث أنجبا ابنة، بلانكا (وينونا رايدر) التي تقع في حب نجل أحد رؤساء العمال في أملاك إستيبان، وهو الشاب الثوري بيدرو (أنطونيو بانديراس). تجتاح الثورة المنطقة، ويصبح إستيبان قاسياً ويقوم بطرد شقيقته فيرولا (جلين كلوز) من المزرعة، ويضرب زوجته، ويغتصب فلاحة. تلد الفلاحة المغتصبة صبي ويشب ليصبح شاب غاضب، سيجاندو (جواكين مارتينيز)، ويقنع إستيبان بإرساله إلى المدرسة العسكرية.
تواصل بلانكا لقاء بيدرو سراً، ويعاقبها إستيبان بجلدها ويتعهد بمطاردة بيدرو، بينما يهاجم كلارا زوجها إستيبان وتشير إلى نفاقه - حيث أنه عاشر نساء من طبقات وضيعة - تتعهد كلارا بعدم التحدث إليه مرة أخرى، وتغادر تريس مارياس مع بلانكا لتعيش في سانتياغو.
يرصد إستيبان مكافأة مالية لمن يدله عن مكان بيدرو. يساعد إستيبان الشاب غارسيا (فنسنت جالو)، الابن غير الشرعي لإستيبان، في العثور على بيدرو وهو يعلم أن بلانكا حامل من بيدرو. بذهب إستيبان إلى كلارا، بعد سنوات، ويعتذر عن أفعاله، وتسمح كلارا له بمقابلة حفيدتهما ألبا البالغة من العمر سبع سنوات وأن يكون جزءًا من حياتها وحياة بلانكا مرة أخرى.
يصبح إستيبان عضواً في مجلس الشيوخ عن حزب المحافظين، بينما بيدرو هو زعيم في الجبهة الشعبية، وعلى الرغم من نجاح إستيبان، إلا أنه يشعر بالوحدة ويجد الراحة في أحضان ترانسيتو (ماريا كونشيتا ألونسو)، التي يدير مؤسسة دعارة رفيعة المستوى. يعتقد إستيبان أن حزبه سيفوز في الانتخابات كالمعتاد، لكن ينتهي الأمر وجبهة الشعب تسيطر على الحكومة. توفيت كلارا بعد أن أوضحت لألبا بلطف أنها كانت دائمًا على اتصال بالأرواح على الجانب الآخر وستكون على اتصال ببقية أفراد العائلة.
تعود بلانكا ووالدها المسن، إستيبان، إلى تريس مارياس مع ألبا. تجلس بلانكا في الخارج وتتأمل حياتها وتتطلع إلى مستقبل مع بيدرو وابنتهما، فهي لا تريد أن تعيش حياتها في غضب أو كراهية، بل ترغب في المضي قدمًا وتكون سعيدة.

## إنتاج الفيلم
تلقت الكاتبة إيزابيل أليندي العديد من العروض من المنتجين والوكلاء لإعداد روايتها "بيت الأرواح" عند نشر كتابها في عام 1982، لكنها لم توافق حتى أقنعها المخرج الدنماركي بيل أوغست برؤيته للفيلم. في يناير 1993.
حدث جدل كبير حول اختيار الممثلين الذين يغلب عليهم البيض الناطقين باللغة الإنجليزية في فيلم عن تاريخ أمريكا اللاتينية. دافع المنتج بيرند إيشينغر عن القرار على أساس أن الفيلم يحتاج إلى ممثلين معترف بهم دوليًا. قوبل العرض الأول للفيلم في الولايات المتحدة باحتجاجات من الممثلين اللاتينيين على قضية التمثيل.
بدأ التصوير الرئيسي في يناير 1993 إلى أبريل في الدنمارك، مع تصوير بعض المشاهد في لشبونة وألنتيخو بالبرتغال.
حصلت شركة ميراماكس على حقوق توزيع الفيلم في أمريكا الشمالية.

## صدور الفيلم واستقباله
تم عرض الفيلم لأول مرة في ألمانيا في أكتوبر 1993 كشريط مدته 145 دقيقة وتم عرضه أيضًا في سويسرا وهولندا والدول الاسكندنافية. صدر الفيلم في الولايات المتحدة في 1 أبريل 1994 في نسخة مدتها 132 دقيقة.
حقق الفيلم 6 ملايين دولار في الولايات المتحدة وأكثر من 55 مليون دولار في أوروبا.
منح موقع "الطماطم الفاسدة" الفيلم تقييماً مقداره 32% بناءاً على آراء 38 ناقداً سينمائياً، وكتب إجماع نقاد الموقع: "مجموعة يحسد عليها الفيلم من الممثلين الرائعين الذين لم يحسن توظيفهم. الفيلم ملحمة مثقلة من الواقعية السحرية تفتقر إلى الكثير من السحر أو الواقعية."
منح موقع "ميتاكريتيك" الفيلم تقييماً مقداره 67% بناءاً على آراء 18 ناقداً سينمائياً
هناك سببان تم الاستشهاد بهما في كثير من الأحيان لسوء الاستقبال النقدي هما: هيكل الفيلم وانقسامه إلى حلقات، وأداء الممثلين البريطانيين لأدوار أشخاص من أمريكا اللاتينية.
أنجيلو إيريجو من مجلة إمباير منح الفيلم اثنين من أصل خمسة نجوم وذكر أنه: "لو كان هذا إنتاجًا أمريكيًا لاتينيًا، لكان المرء أكثر سخاءً تجاه تلميحات الملحمة الجالبة إلى حد ما؛ نظرًا للمواهب التي ينطوي عليها الفيلم، وتردد الفيلم في الأسلوب والفشل المستمر في التحرك يجب اعتباره خيبة أمل كبيرة."

## جوائز و ترشيحات
حصل الفيلم على العديد من الجوائز: جوائز الأفلام البافارية، وجوائز الأفلام الألمانية، والشاشة الذهبية (ألمانيا)، ومهرجان هافانا السينمائي، وجوائز روبرت (الدنمارك)، وأكاديمية فونو الألمانية، ونقابة دور السينما الألمانية.
1994. فاز بجائزة الفيلم البافاري لأفضل تصميم أزياء (باربرا بوم)
1994. فاز بجائزة الفيلم البافاري لأفضل إنتاج (بيرند إيشينغر)
حصل على الميدالية الذهبية للإنجاز الفردي المتميز في جوائز الفيلم الألماني 1994:(بيرند إيشينغر)
فاز بجائزة أكاديمية فونو للصوت الألمانية لموسيقى الأفلام لعام 1994 (هانز زيمر)
فاز بجائزة نقابة دور السينما الألمانية (الذهبية) للفيلم الألماني 1994 (بيل أغسطس)
جائزة كورال لمهرجان هافانا السينمائي لأفضل عمل لمخرج من خارج أمريكا اللاتينية حول موضوع أمريكا اللاتينية 1994 (بيل أغسطس)
فاز بجائزة روبرت لأفضل مونتاج 1994 (يانوس بيليسكوف يانسن)
فاز بجائزة روبرت لأفضل فيلم 1994 (بيل أغسطس)
جائزة روبرت لأفضل سيناريو 1994 (بيل أغسطس)
فاز بجائزة روبرت لأفضل صوت 1994 (نيلز اريلد)

## وصلات خارجية
https://elcinema.com/work/2002072 بيت الأرواح (فيلم)
https://www.imdb.com/title/tt0107151/ بيت الأرواح (فيلم)
https://www.filmaffinity.com/us/film935642.html بيت الأرواح (فيلم)
https://letterboxd.com/film/the-house-of-the-spirits/ بيت الأرواح (فيلم)
https://www.allocine.fr/film/fichefilm_gen_cfilm=30267.html بيت الأرواح (فلم)
https://www.themoviedb.org/movie/2259-the-house-of-the-spirits بيت الأرواح (فلم)
https://www.allmovie.com/movie/the-house-of-the-spirits-v131164 بيت الأرواح (فلم)
https://www.moriareviews.com/fantasy/house-of-the-spirits-1993.htm بيت الأرواح (فلم)